# Zoroaster variacanthus
Zoroaster variacanthus är en sjöstjärneart som beskrevs av McKnight 2006. Zoroaster variacanthus ingår i släktet Zoroaster och familjen Zoroasteridae.
Artens utbredningsområde är havet kring Nya Zeeland. Inga underarter finns listade i Catalogue of Life.